# 角百灵属
角百灵属（学名：Eremophila）在生物分类学上是雀形目百灵科中的一个属。包括两种：
- 角百灵  [1]
- 漠角百灵  [2]